# 普魯士的維多利亞·路易絲公主
维多利亚·路易丝·阿德莱德·玛蒂尔德·夏洛特（德語：Viktoria Luise Adelheid Mathilde Charlotte；1892年9月13日—1980年12月11日），生于波茨坦，为漢諾威王位繼承人丶漢諾威家族首領及賓士域公爵恩斯特·奧古斯特三世的妻子。德皇威廉二世唯一的女兒。

## 婚姻与子女
维多利亚于1913年5月24日与恩斯特·奧古斯特结婚，婚后有四子一女：
- 长子恩斯特·奧古斯特·格奥尔格·威廉·克里斯蒂安·路德维希·弗朗茨·约瑟夫·尼库劳斯·奥斯卡（Ernst August Georg Wilhelm Christian Ludwig Franz Joseph Nikolaus Oskar，1914年3月18日—1987年12月9日），汉诺威王位继承人。
- 次子格奥尔格·威廉·恩斯特·奧古斯特·弗里德里希·埃克塞尔（Georg Wilhelm Ernst August Friedrich Axel，1915年3月25日—2006年1月8日），1946年与希腊的安德烈王子（爱丁堡公爵菲利普的父亲）的小女儿索非亚结婚，有二子一女。
- 长女弗蕾德里克（Friederike Luise Thyra Viktoria Margarete Sophie Olga Cecile Isabelle Christa，1917年4月18日—1981年2月6日），1938年1月9日与希腊国王保罗一世结婚，她是希腊国王康斯坦丁二世、西班牙王后索菲亚的母亲。
- 三子克里斯蒂安·奥斯卡·恩斯特·奧古斯特·威廉·维克多·格奥尔格·亨利（Christian Oskar Ernst August Wilhelm Viktor Georg Heinrich，1919年9月1日—1981年12月10日），1963年与平民Mireille Dutry结婚，1976年离婚，有二女。
- 四子韦尔夫·亨利·恩斯特·奧古斯特·格奥尔格·克里斯蒂安·贝托尔德·弗里德里希·威廉·路易·斐迪南（Welf Heinrich Ernst August Georg Christian Berthold Friedrich Wilhelm Louis Ferdinand，1923年3月11日—1997年7月12日），1960年与伊森堡-怀赫特斯巴赫亲王奥托·弗里德里希的长女索非亚·亚历山德拉结婚，无嗣。